# Jotun
Группа компаний Jotun — норвежская химическая компания, специализирующаяся на декоративных красках и функциональных покрытиях (морских, промышленных и порошковых). По состоянию на февраль 2017 года компания Jotun представлена более чем в 100 странах по всему миру, располагает 37 заводами в 21 стране и 63 компаниями в 45 странах. В Jotun работают 9500 сотрудников.

## Структура
В группу компаний Jotun входят четыре подразделения, головной офис расположен в Саннефьорде, Норвегия.